# Manuel Tagüeña
Manuel Tagüeña Lacorte était un militant communiste espagnol, membre du Parti communiste d'Espagne (PCE) et dirigeant militaire des forces républicaines pendant la guerre civile espagnole.

## Biographie
C'est un officier militaire espagnol de l'armée républicaine espagnole. Avant la guerre civile espagnole, il est membre de la jeunesse socialiste, il étudie la physique à l'Université de Madrid. Il rejoint le PCE en novembre 1936 et est l'un des premiers commandants de brigades.En juillet 1936, il conduit une colonne de milice à Somosierra durant la Bataille de Guadalajara. En août il prend part à la défense de Madrid. Il est promu au grade de colonel. Il dirige le XV Corps d'Armée XV et participe à la retraite d'Aragon et à la Bataille de l'Èbre.  
En mars 1939, il fuit vers le France, puis à Tachkent en Ouzbékistan.  
En 1955 il part pour le Mexique.